# Mortlake
Mortlake est un district du borough londonien de Richmond upon Thames dans le sud-ouest de Londres. Il est bordé par la Tamise au nord.
Le peintre William Turner y réalisa deux tableaux intitulés Mortlake Terrace, tôt le matin, l'été, conservé à la Frick Collection à New York et Mortlake Terrace, conservé à la National Gallery of Art à Washington. Ces deux tableaux ont été présentés à la même exposition de la Royal Academy en 1826.

Les Tableaux de William Turner, 1826
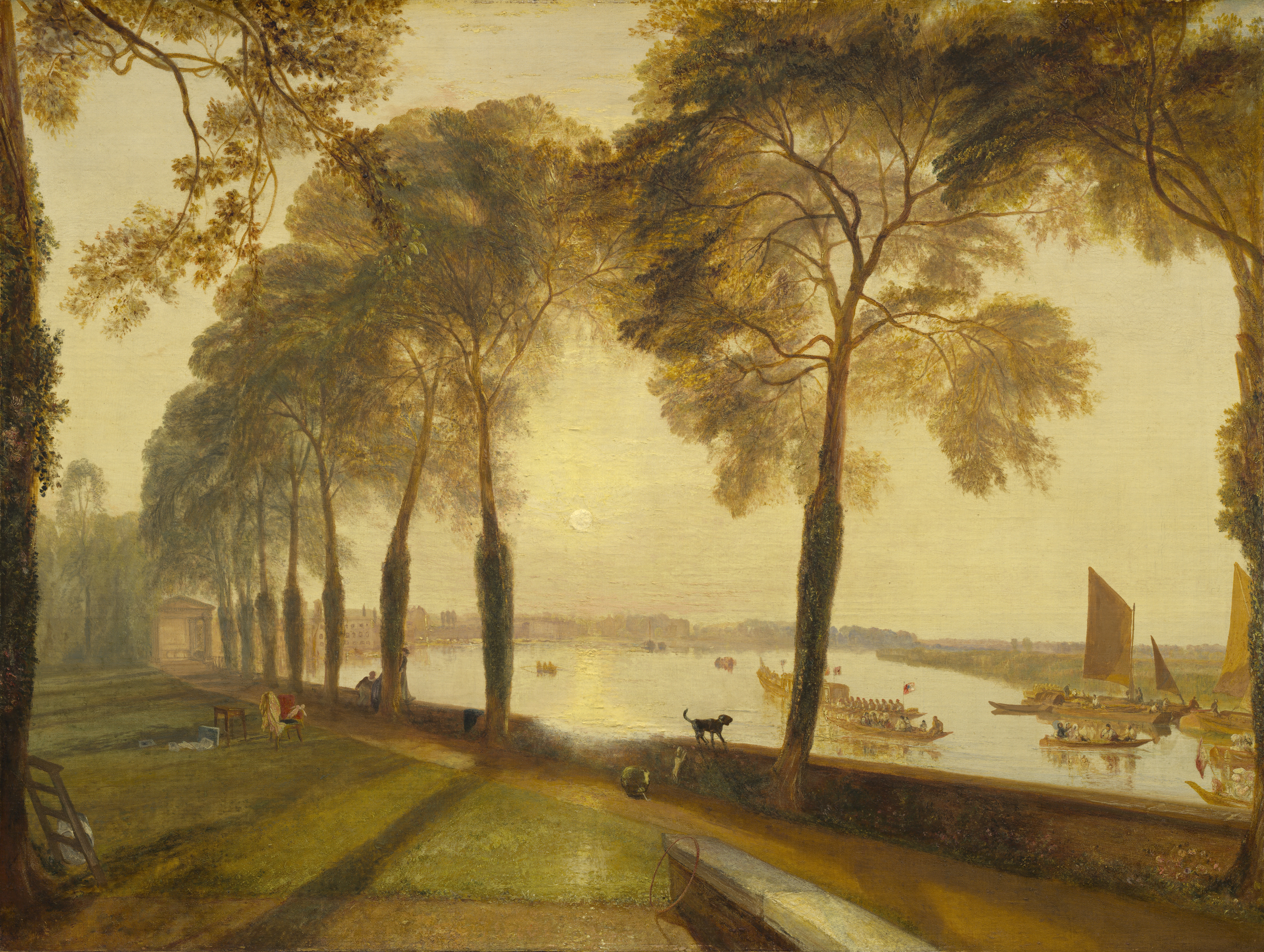
Mortlake Terrace National Gallery of Art, Washington
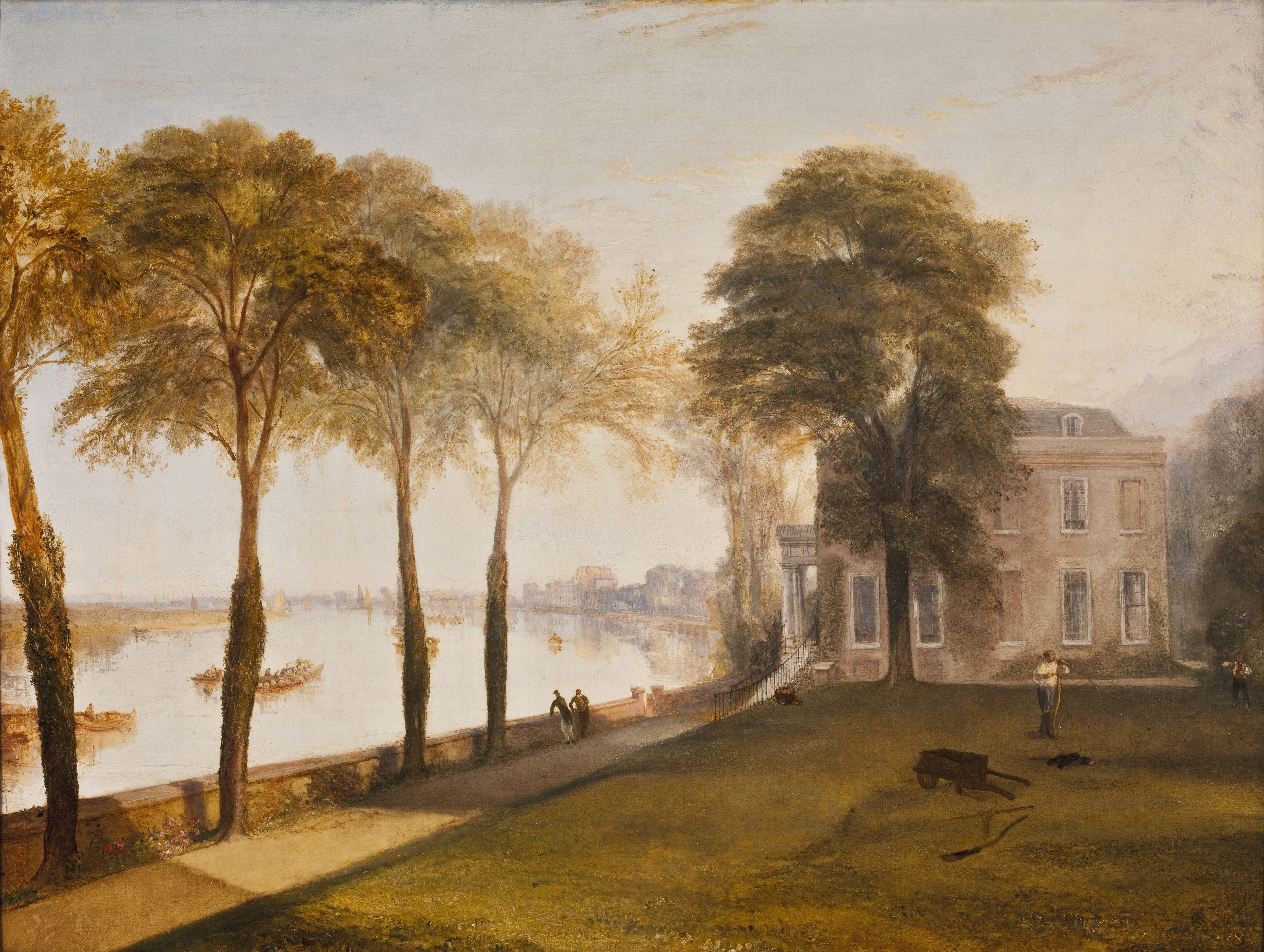
Mortlake Terrace, tôt le matin, l'été Frick Collection, New York